# Magnolia calimaensis
Magnolia calimaensis là một loài thực vật thuộc họ Magnoliaceae. Đây là loài đặc hữu của Colombia.

## Hình ảnh

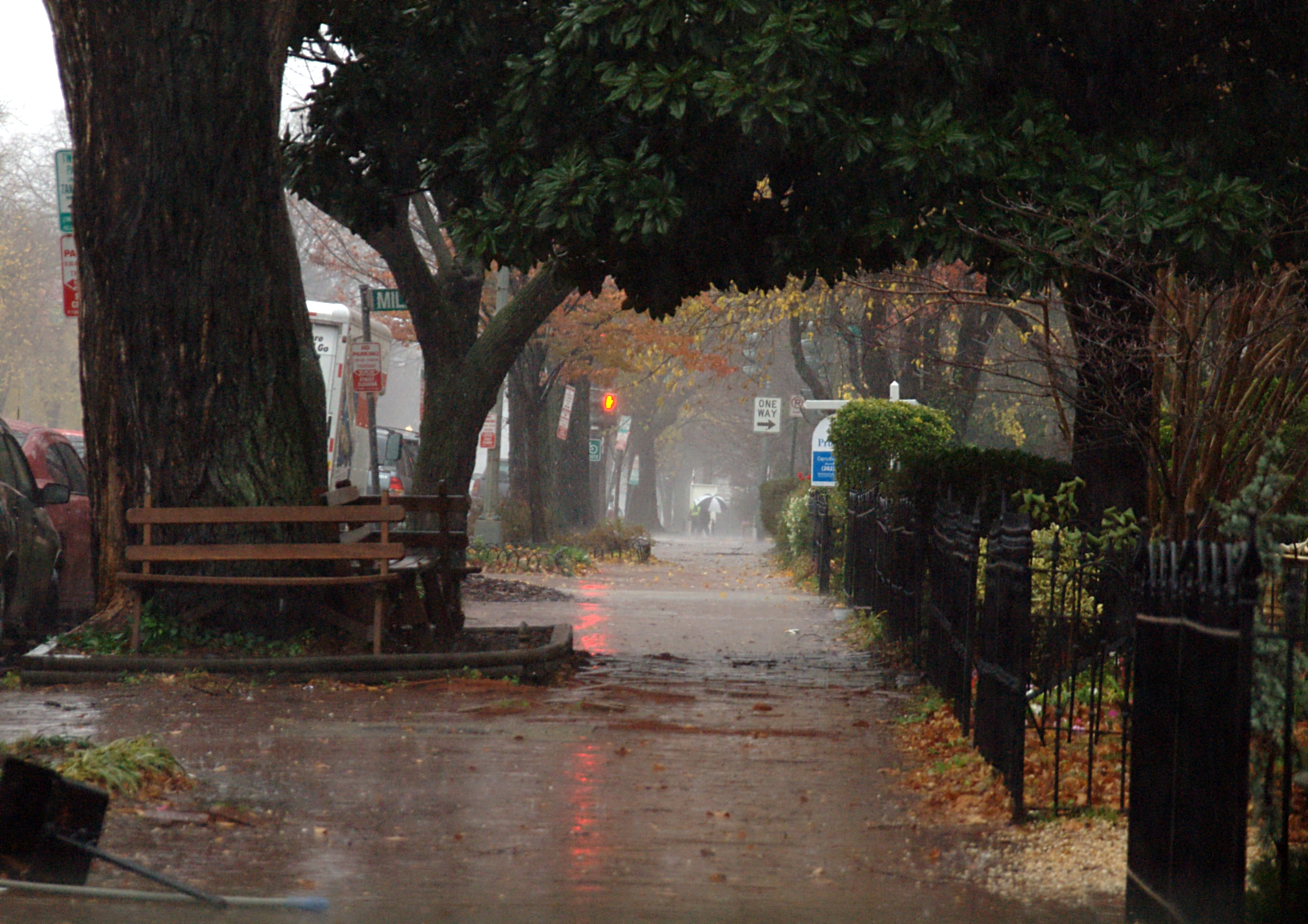
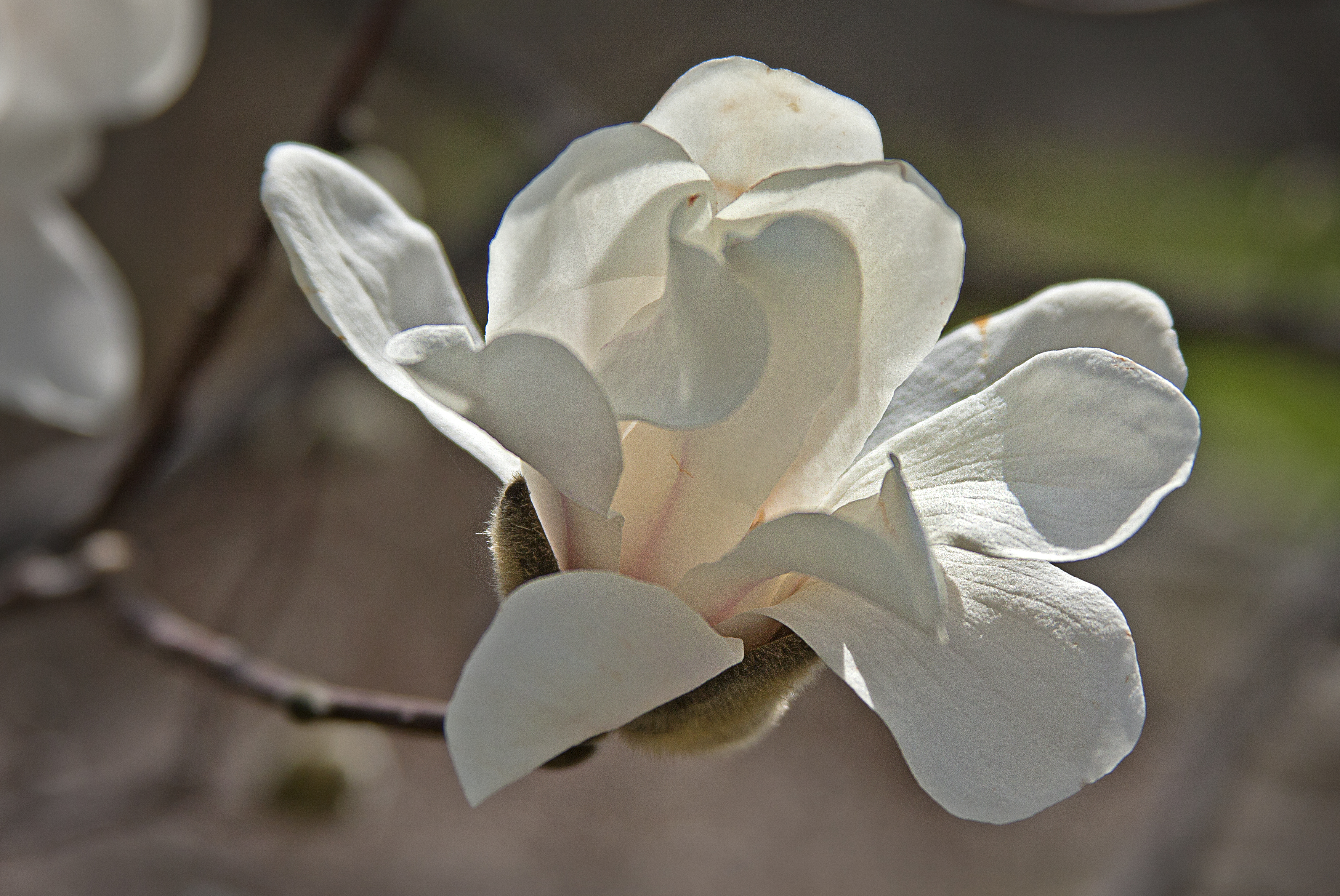
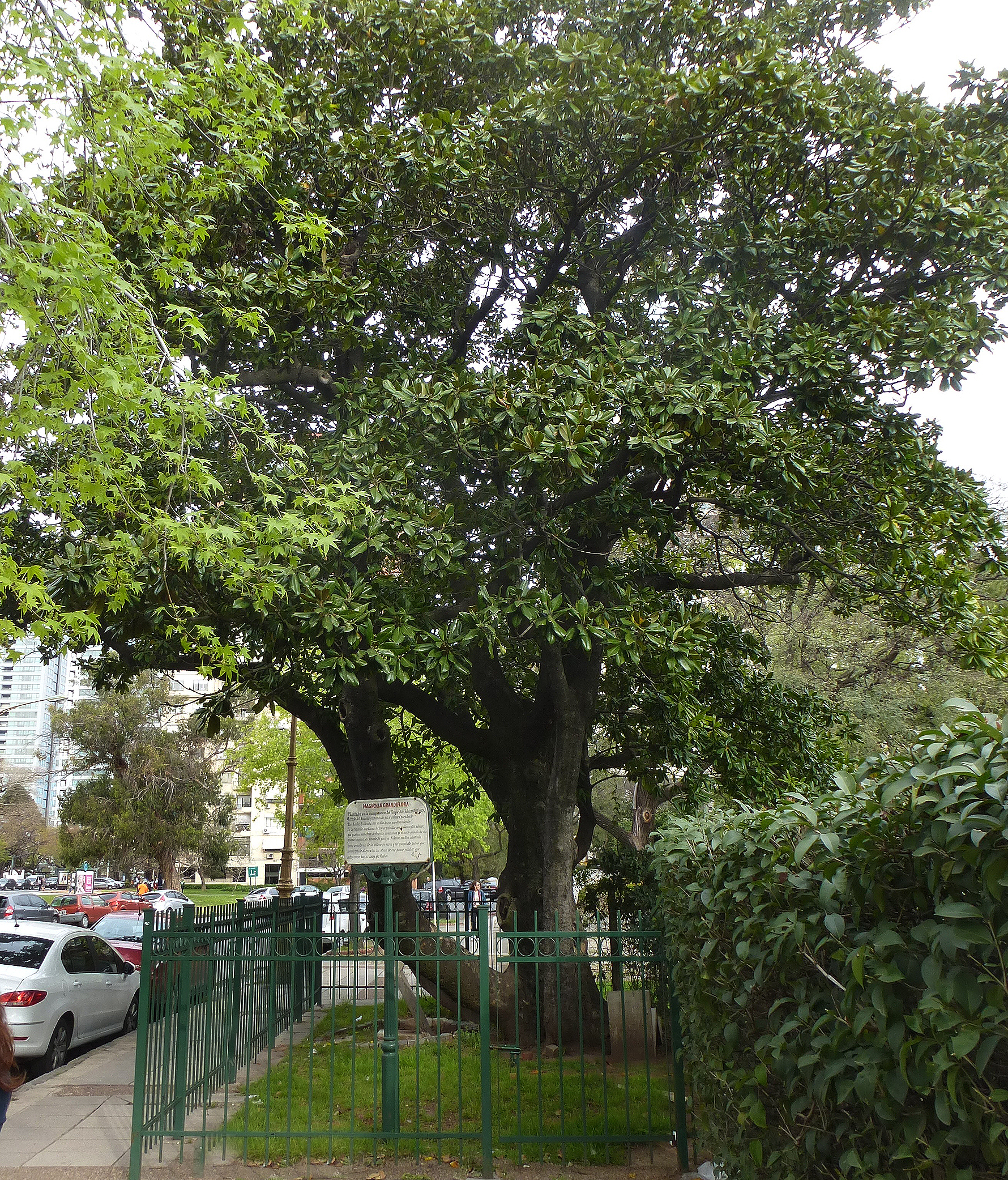
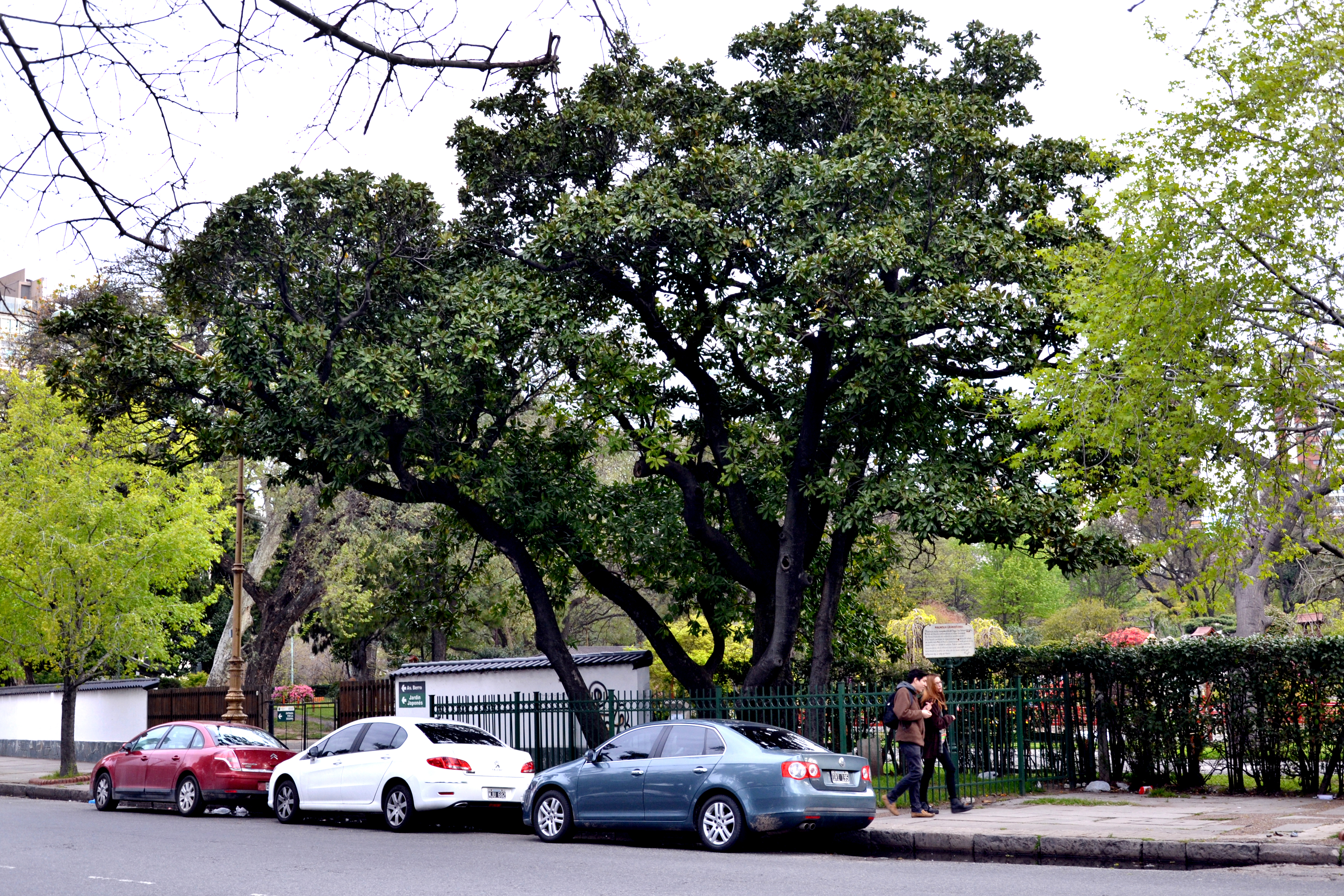